# UFC Fight Night: Sanchez vs. Riggs
UFC Fight Night: Sanchez vs. Riggs ou UFC Fight Night 7 foi um evento de artes marciais mistas promovido pelo Ultimate Fighting Championship, ocorrido em 13 de dezembro de 2006 no MCAS Miramar, em San Diego, nos Estados Unidos. Esse foi o primeiro evento do UFC ocorrido em uma base militar.
O evento principal foi entre Diego Sanchez e Joe Riggs.